# Velika vas pri Krškem
Velika vas pri Krškem je naselje u Općini Krško u istočnoj Sloveniji. Velika vas pri Krškem se nalazi u pokrajini Dolenjskoj i statističkoj regiji Donjoposavskoj. 

## Stanovništvo
Prema popisu stanovništva iz 2002. godine Velika vas pri Krškem je imala 567 stanovnika.

## Vanjske poveznice
- Satelitska snimka naselja  Arhivirana inačica izvorne stranice od 29. srpnja 2017. (Wayback Machine)